# B寝台

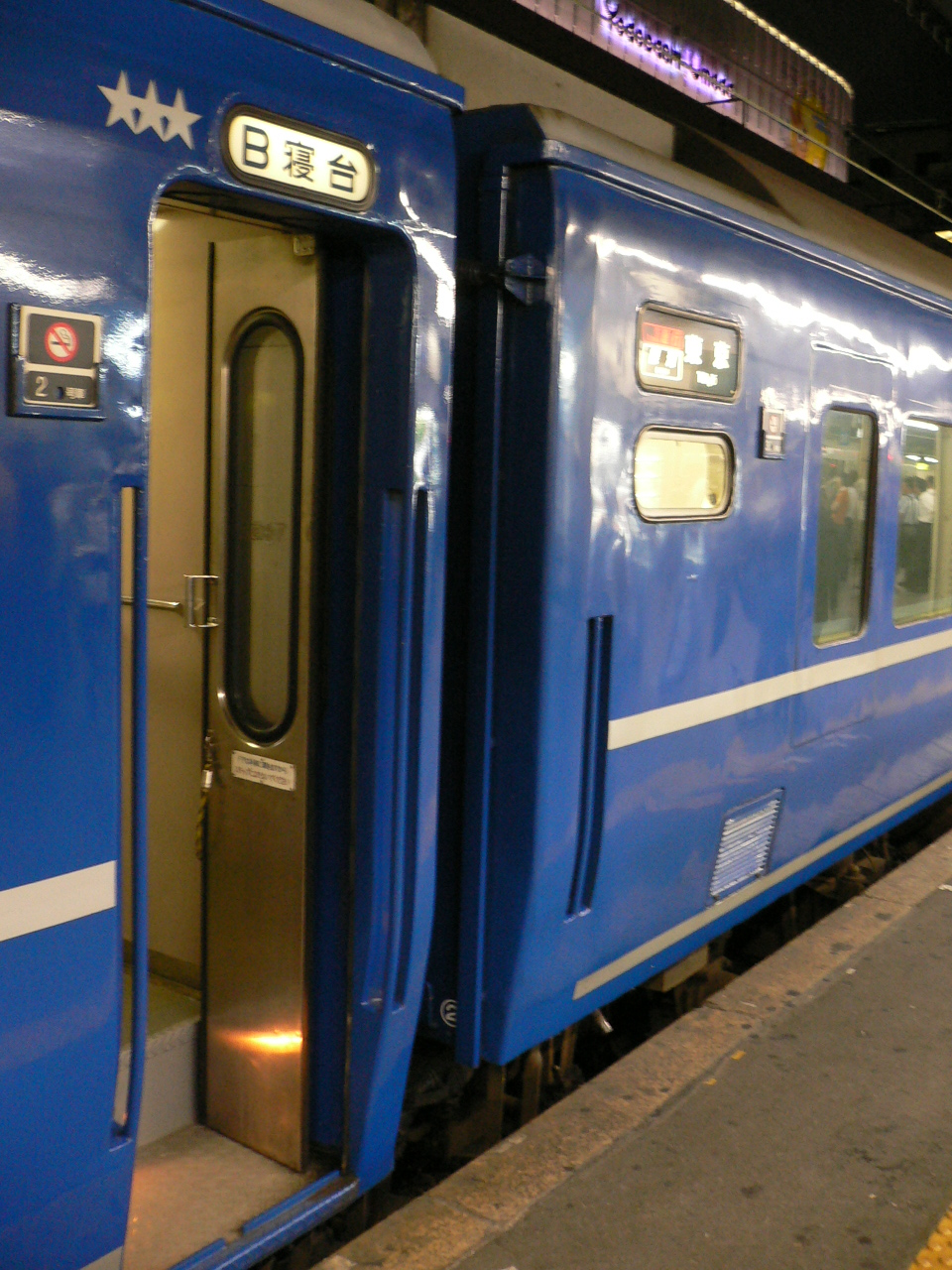
乗降扉の上に表示されている「★★★」は、2段式B寝台を意味する。

B寝台（Bしんだい）は、JR車両の寝台車の区分の一つである。なお、JR以外では長距離フェリーの一部にも「B寝台」という名称の設備があるが、本項目では専らJRのB寝台について述べる。

## 概要
3等級制当時（1960年以前）の「三等寝台車」および、2等級制当時（1960年 - 1969年）の「二等寝台車」の後身に相当する。座席車における普通車に相当し、車体の記載記号は等級記号であるイロハの「ハ」と、寝台車を表す「ネ」を組み合わせた「ハネ」である。
2015年現在、開放型寝台と個室寝台の両方が存在する。
開放型寝台は、登場時より3段式を標準とした。これは、1967年に登場した581・583系寝台電車でも踏襲されたが、1974年に登場した24系25形客車から中段寝台を廃した2段式寝台が登場。国鉄分割民営化を目前に控えた1986年以降、2段式寝台を標準と位置付ける案内を行っている。
たとえば、時刻表上の表現では、24系25形客車登場以降「星のブルートレイン」で用いられた「星の数」による案内から以下のように変更した。弘済出版社→交通新聞社刊JR時刻表では3段式寝台を使用している場合、かっこ書きで「三段式寝台」という但し書きを入れて記載されていた。また、JTB時刻表では標準の記号は2段式とし、3段式寝台の場合、581・583系電車では「電3」、客車の場合「客3」という記号をB寝台の記号の下にはさむ形とした。
個室寝台は1980年代中期以降登場してきたもので、1人用・2人用がある。かつて存在した4人用個室寝台は、1997年に1室定員4人の形式で販売を行っていたものが定期運行を終了し、2015年3月14日のダイヤ改正以降4人利用による個室車両の設定がなくなった。

## 歴史
寝台車そのものの考案は1865年にまで遡る。大衆乗客向けの簡易な構造を採った寝台車は、1910年代に北欧に出現したのが最初である。
日本の寝台車は山陽鉄道が、1900年に「一等寝台車」、1903年に「二等寝台車」を導入したのが最初である。同じく1903年には三等寝台車と呼ばれる車両が登場しているが、別段料金を徴収せず定員は73名で床屋の椅子に似た構造であるなど現在の三等寝台のイメージとは異なるものであった。また、前年の1902年に2・3等寝台車が計画されており、2等は1等に近い設備だが差別化を図る、3等は座席の板を一部おろし平坐が出来る日本風の畳敷とする設計の調査に着手している。1906年には同鉄道の重役会議において、上段と片側下段は二等寝台と同等の設備を持たせ、もう片方の下段は三等枕付き車の腰掛を二つずつ並べて寝台とし二人並びで睡眠がとれる、定員60人余りの三等寝台車を製造することが決定したが、山陽鉄道は同年12月に国有化され以後の展開は不明である。
1911年にはスウェーデンで三等寝台車が登場したことが報告されたものの、国内の鉄道は狭軌であるためプラツカルトのような定員が確保できる構造を取ることが難しく、座席と比べ定員が25％以上減ってしまい混雑を悪化させる恐れが払拭できず、「三等寝台車」は後れて登場する。

### 戦前の三等寝台車
1920年代から1930年代中期にかけて、不況下にあった鉄道省は一般乗客誘致のために様々な施策を行った。その一環として大正15年には三等寝台車を運用する計画が製作された。1等寝台のように7つのコンパートを持ち、区画には向かい合わせに三段の寝台、昼間は一番下の段に三人が腰かける、定員42名の車両が構想された。
1930年には十年来の懸案であった最初の「三等寝台車」であるスハネ30000形が開発され、翌年までに30000 - 30009の計10両が製作された。
外見的な最大の特徴は深い丸屋根である。これは従来のダブルルーフ（二段屋根）では車両限界をフルに生かせず、上段寝台が窮屈になることから、国鉄で初めて本格的に採用された。この車両に見られる、限界まで車体高さを確保しようとする設計思想は、現代の寝台車でも踏襲されている。
レイアウトは、既にヨーロッパに登場していた簡易寝台車の流れを汲むもので、片側通路式、3段式寝台を枕木方向に配置して6人収容のボックスを9組配置し、定員54人を確保していた。
寝台の規格は、長さ1900ミリメートル、幅520ミリメートルで、一人当たりのスペースは最小限だった。また、当時は各寝台にカーテンも設けられていなかった。このあたりは、現在でもヨーロッパの鉄道に運行されているクシェット（簡易寝台車）に似ている。
この車両は、1931年2月から東海道・山陽本線の特急・急行列車に連結された。寝台料金は上段80銭、中段および下段1円50銭。料金は倍近くの差がつけられたものの、下段から売れる傾向が見られた。当時の貨幣価値を考えれば決して格安ではなきものの、二等座席車よりも安く、三等乗客でも横になって旅行できるということで好評を得た。だが、三等寝台には二等の客が流れ込んでいるという報告もあり、実質は二等寝台の低下したものとも言えた。三等乗客のサービスアップには、三等車の座席を広くする、布を張るなどして、三等寝台を創設せずとも疲労を軽減させる方法がいくらでもあるとの考えも出ていた。
スハネ30000形の実績を考慮し、改良型の三等寝台車であるスハネ30100形が開発された。車体高をわずかに増加させて寝台上下の余裕を増やし、寝台長さを削って通路幅を拡大させている。また、利用者にとっての最大のサービス改善としては、寝台カーテンの装備が挙げられる。カーテン長は頭部を隠す程度だった。
スハネ30100形は、1931年から1937年までに30100 - 30209の合計110両が製造されて、全国の主に特急・急行列車に連結された。各列車に1、2両程度が連結され、利用率は高かったという。
1941年の客車称号改正により、スハネ30000形はスハネ30形に、スハネ30100形はスハネ31形になった。1937年以降の戦時体制下では三等寝台車そのものが輸送力増強と相反する「過剰サービス」と見られるようになり、称号改正前の1940年から三等座席車への改造が行われた結果、オハ34形に吸収された。1941年7月には三等寝台車の営業そのものが廃止された。

### 三等寝台車の復活
太平洋戦争後の混乱期において、日本の鉄道は増加する輸送需要への対応と、進駐軍の輸送業務とに追われ、戦前並みのゆとりを持った旅客サービスの復活は遅れた。1949年の新年度4月より、特急復活とともに二等寝台と三等寝台も復活すると報じられたが三等寝台の復活は長らく実現しなかった。
それでも社会が安定してきた1950年代中期になると、多数派である三等乗客へのサービス向上が検討されるに至り、その結果三等寝台車も復活することになる。
1955年に開発された軽量客車ナハ10形の構造を元に、軽量の三等寝台車ナハネ10形が開発された。まず1956年3月から東海道本線の急行列車に連結され、年内には全国の幹線亜幹線に拡大し大きな成功を収める。レイアウトは戦前のスハネの流れを汲み、寝台幅も520ミリメートルで、車体幅が拡大されたため寝台長さが延長された。以後、ナハネ10形ほかの10系寝台車は1965年まで大量に製作。全国の急行列車に用いられた。
しかし、前年の1954年に一等寝台車「イネ」は二等寝台車「ロネ」に格下げとなっていたため、戦前に存在したイネ・ロネ・ハネの3等級が連結された列車はついに復活しなかった。
寝台需要の増加に10系寝台車の製作が追いつかず、戦前の元・三等寝台車のオハ34形が1959年 - 1962年にかけて計102両も三等寝台車に復元改造された（スハネ30形99両、スハネフ30形3両。1974年までに廃車）。復元に際して、内装は10系に準じたものを新製装備した。
10系寝台車の延長上に、1958年には、空気バネ台車を装備し、冷暖房を完備した優秀な車両である特急列車用の20系客車が開発された。三等寝台車の設備レイアウト自体は10系同様の520ミリメートル幅3段式である。
なお1960年の2等級制移行に伴い、従来の三等寝台車は二等寝台車に改名・移行している。二等寝台車になっても車両不足は恒常的で、1961年には在来型客車の部品を流用した改造軽量寝台車のオハネ17形が開発され、1965年までに実に302両が製作された。

### 寝台設備の改善
20系客車までの二等寝台車（旧・三等寝台車）は、いずれも輸送力を重視した車両である。寝台の幅が520ミリメートルと狭く、また3段寝台ゆえに寝台面から天井までの高さは平均60センチメートル程度で、ひとたび横たわれば身動きもままならない窮屈さゆえに、養蚕農家になぞらえて「カイコ棚」と揶揄されたこともある。
1964年2月1日には、それまで枕と毛布だけだった二等寝台車に、まず下段のみシーツが登場した。
1967年に開発された初の寝台電車である581系電車は全車二等寝台車ながら、寝台幅を上・中段は700ミリメートル、昼間時座席となる下段は1060ミリメートルに拡大した。これによって寝返りを打てるゆとりはできたものの、寝台内で起きあがることはできなかった。
1969年のモノクラス制移行により、二等寝台車はB寝台車と改名された。1971年開発の14系客車でもB寝台車寝台の700ミリメートル幅は踏襲され、相変わらず3段寝台だった。
1974年登場の24系25形客車では2段寝台が導入され、居住空間が改善された。寝台面から天井までの高さが90センチメートル以上となったことで、寝台内で背を起こし、衣服を変える程度のゆとりは確保された。
客車の開放式B寝台車は寝台を枕木方向に並べられているため、原則として寝台部分の通路は車両の片側に寄せられているのに対し、583系電車の開放式3段寝台はレール方向に寝台を並べているため、通常の車両と同じく車両の中央に通路が設けられている点に相違がある。

## 個室B寝台
B寝台は長い間、あくまで輸送力確保の手段と考えられており、開放式寝台車のみが製作されてきた。個室式B寝台車の最初は、1984年に「さくら」・「みずほ」に改造で連結された4人用寝台「カルテット」である。カルテットのルーツは、（1984年より）33年前に登場したスロネ30と言われている。
国鉄民営化前後より、在来客車の改造によって1人用B寝台個室「ソロ」、2人用B寝台個室「デュエット」などが登場し、「北斗星」をはじめとする主要な寝台特急列車に連結されるようになった。また、1998年に新造した285系電車も、個室B寝台を中心とした構成である。これらの個室寝台は、社会全体におけるプライバシーや防犯意識の高まりとともに普及した。ただ、A寝台とは異なり、個室の内部に洗面台の設備はない。
1人用個室「ソロ」の場合、寝台料金は6600円とビジネスホテル並み、設備はカプセルホテル並みで、料金が同等にもかかわらずドミトリー形式相当の開放式寝台との設備の差は歴然としている。
また、285系電車「サンライズエクスプレス」を使用した「サンライズ瀬戸」「サンライズ出雲」に連結されている1人用個室「シングル」は、同じ1人用個室「ソロ」より1100円高い7700円の寝台料金で、一般的なカプセルホテルをはるかに凌ぐ頭上スペースを備えた個室寝台が利用できる。
個室の施錠方式は、鍵・錠前によるものと暗証番号を入力する方式のほかカードキーを使うものがある。

## 個室寝台の種類

### 1人用寝室
ソロ
基本的な1人用寝台。寝台料金は開放型B寝台と同じである。
室内高さは開放型B寝台とほぼ同じ。285系電車の場合、床下にモーター機器を積み完全二階建て化出来ない車両にこの個室を設置している。
個室配置は、線路向きに配置したもの、枕木方向に配置したものに分かれる。何れも互い違いに二段式に配置する形となり、スペースに工夫が見られる。
シングル
285系電車を使用する「サンライズ瀬戸」「サンライズ出雲」のみ設定。285系電車では基本的な寝台形態で、最も設置数が多い。
室内高さは、二階建て部分の各階ごとに配置されており、ソロよりも高い。また、平屋部は一段配置となる。寝台料金はソロよりも高くなる。
シングルツイン
一人用寝台だが、2人でも利用可能な寝台。平屋構造の部屋に二段ベッド配置だが、上段は2人利用の場合のみ使用出来る。
1人で利用する場合の寝台料金はシングルよりも更に高く開放型A寝台上段の料金に近い額となるが、上段寝台を使用する場合は別途料金が必要になり、この場合1人あたりに換算した寝台料金はシングルよりわずかに低廉となる。
B寝台1人用のうち、この寝台のみ寝台がソファに変化する。

### 2人用寝室
デュエット
基本的な二人用寝台。寝台料金は開放型B寝台2人分と同じである。
室内高さは開放型B寝台とほぼ同じだが、階段部分は天井が高くなる。上段寝台は階段が室内にある。個室は枕木方向にのみ配置。
ツイン
B寝台2人用のうち、この寝台のみ寝台がソファに変化する。「トワイライトエクスプレス」に最後まで設定されていたが、2015年3月のダイヤ改正で「トワイライトエクスプレス」が廃止されたと共に全廃。
平屋構造の寝台に固定の二段ベッドを配置。下段寝台はシングルツインと同じくソファに変化する。常時2人利用を見越しているため室内は広い。
サンライズツイン
285系電車を使用する「サンライズ瀬戸」「サンライズ出雲」のみ設定。285系電車では唯一の2人用寝台。値段はシングル2人分に相当する。
二階建ての一階部分に配置。天井はシングルとほぼ同じくらいで、通路と2つのベッド、機器などが室内にある。

### 4人用寝室
カルテット
日本で初めての個室B寝台。2000年までに全廃。区画は開放寝台の区画を引き継いでいるが、内装は一新されておりソファー兼用のベッドが下段寝台として用意されていた。
Bコンパート
簡易式個室寝台で、販売上も個室としての区別はない。開放B寝台に簡易的な扉とパーティションを取り付け個室としても利用できるようにしたもので、カルテットと違って4人で利用する場合に限り扉を閉めて個室としての利用が可能な設定になっていた。

## ギャラリー

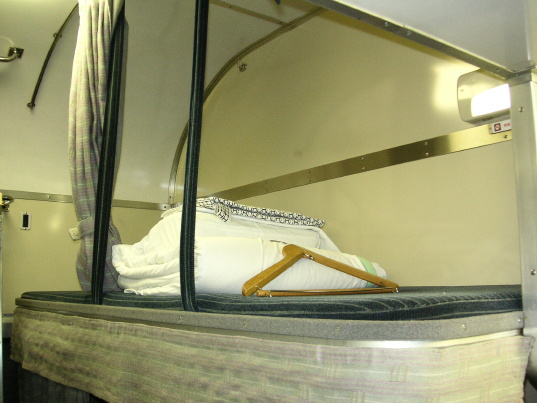
開放2段式B寝台の上段（24系客車、急行「銀河」）
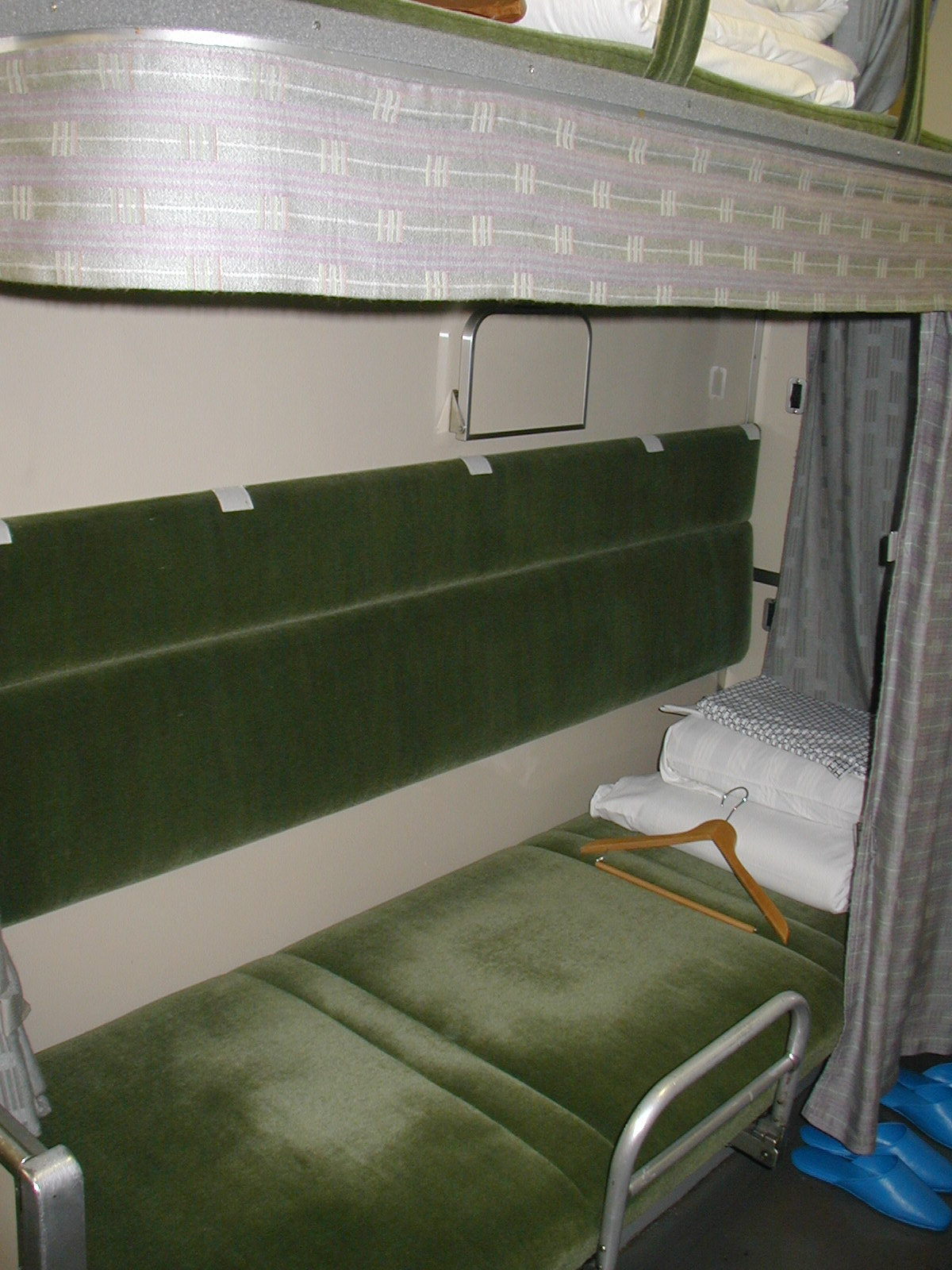
開放2段式B寝台の下段（24系客車、急行「銀河」）
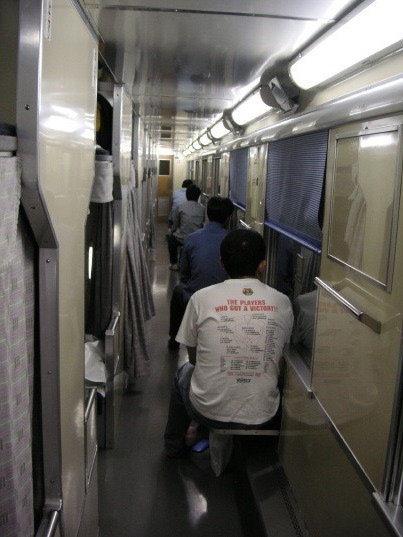
開放式B寝台の車内（24系客車、急行「銀河」）
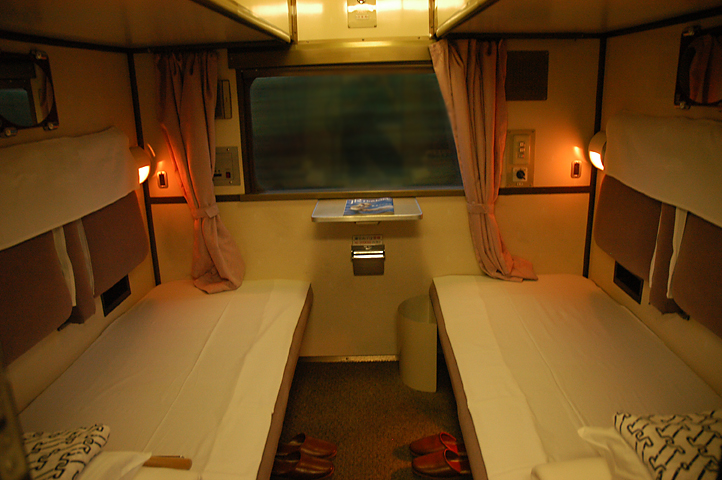
2人用個室B寝台「デュエット」（特急「北斗星」）
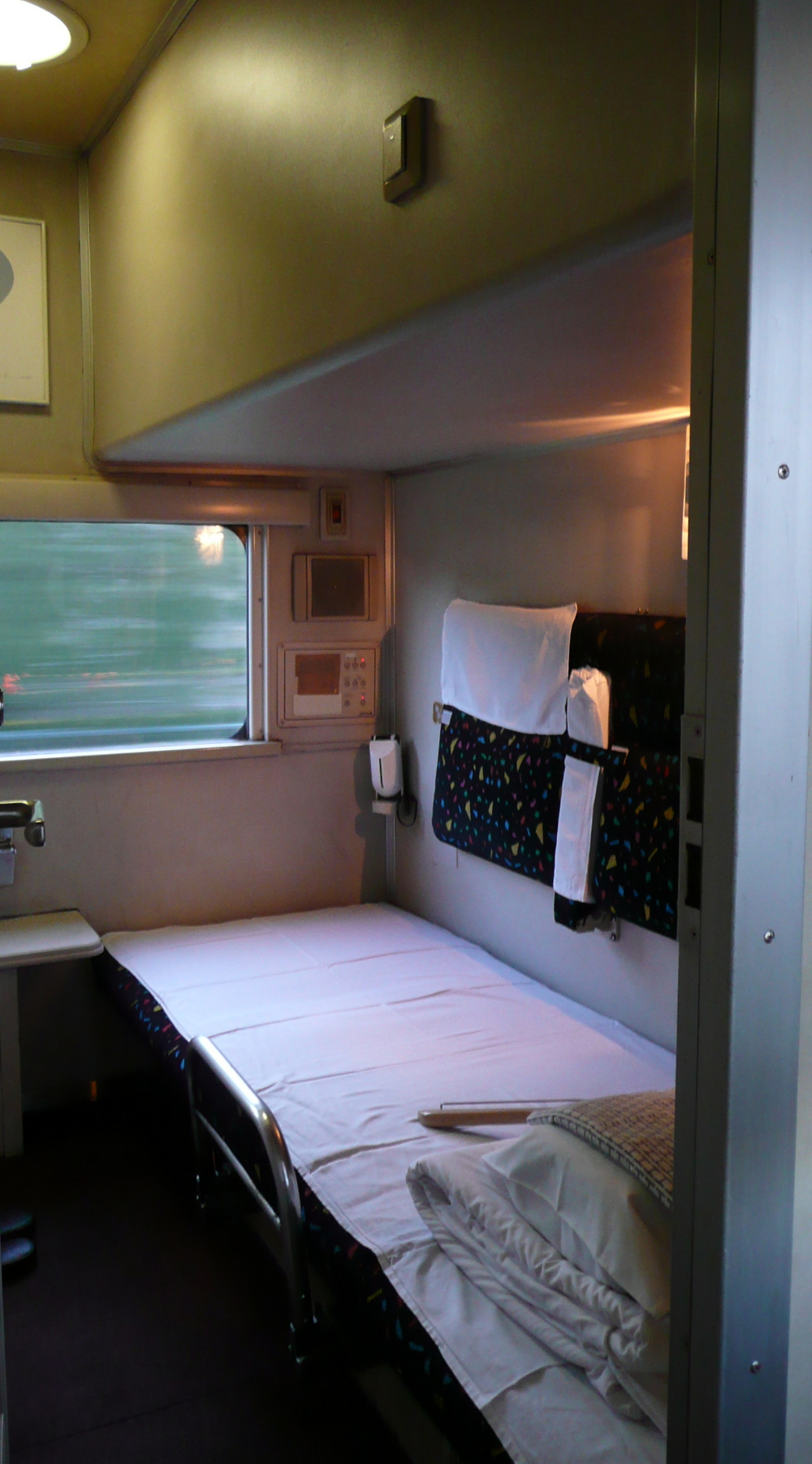
1人用個室B寝台「ソロ」（特急「はやぶさ」）
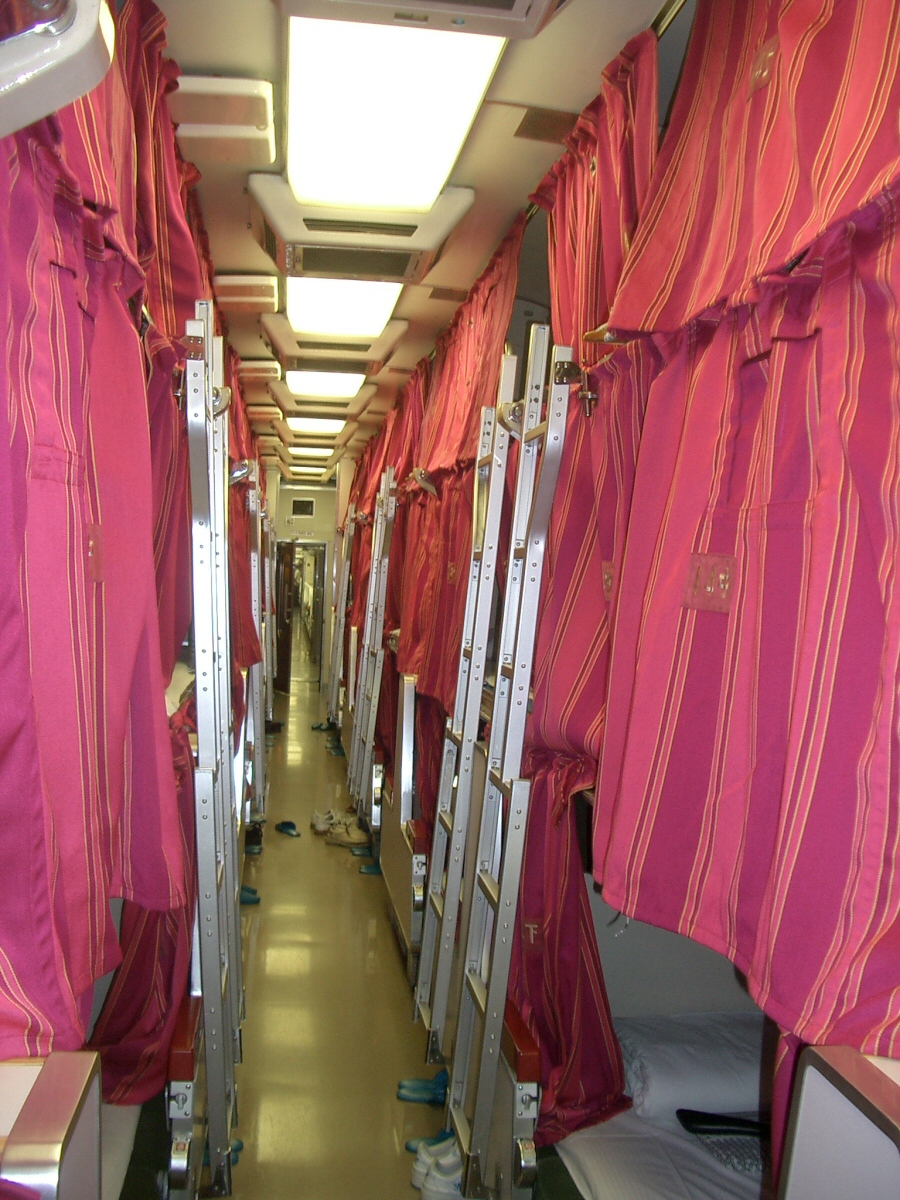
3段式寝台（583系電車、急行「きたぐに」）
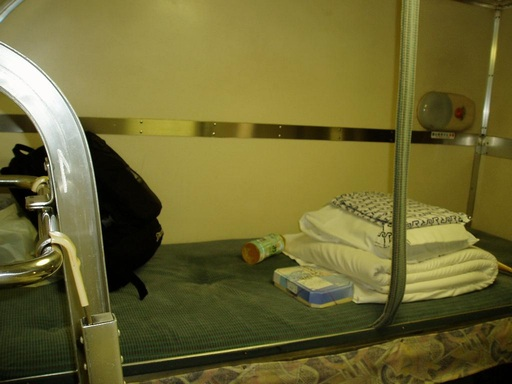
開放2段式B寝台の上段（24系客車、特急「あけぼの」）